# Istituto Universitario Salesiano Venezia
L'Istituto Universitario Salesiano Venezia (IUSVE) è un'università privata, aggregata all'Università Pontificia Salesiana di Roma, con sede e campus a Venezia, in località Gazzera, e un secondo campus a Verona.

## Storia
Durante il 1990, presso l'isola di san Giorgio Maggiore in Venezia, venne fondato l'istituto superiore internazionale salesiano di ricerca educativa (ISRE). Il suo scopo era quello di promuovere lo studio e la ricerca per la formazione superiore di esperti in ambito formativo. Nel maggio del 1994 all'interno dell'istituto nacque la Scuola superiore internazionale di scienze della formazione (SISF) con l'obiettivo di avviare nuove attività accademiche. Nel 2004, dieci anni più tardi, la sede della Scuola superiore internazionale di scienze della formazione fu spostata presso l'attuale sede a Mestre proponendo un'estensione dell'offerta accademica con nuovi corsi di baccalaureato, licenza, laurea triennale e magistrale. Infine, nel 2011 la Scuola ha assunto l'odierna denominazione di "Istituto Universitario Salesiano Venezia" (IUSVE), con sedi a Venezia e Verona.

## Organizzazione
L'istituto è organizzato in tre dipartimenti:
- Comunicazione (Venezia  e Verona)
- Pedagogia (Venezia)
- Psicologia (Venezia)

## Pubblicazioni
L'Istituto pubblica una propria rivista denominata IUSVEducation e ospita lo studio editoriale IUSVE university press, quest'ultimo nato con l'obiettivo di favorire il confronto tra docenti e ricercatori, redigendo testi utili all'apprendimento e alla formazione di studenti, laureati e docenti.

## Natura giuridica
Lo IUSVE è aggregato all'Università Pontificia Salesiana di Roma ed è gestito dall'Istituto universitario salesiano ossia un ente ecclesiastico dotato di personalità giuridica e approvato con decreto del Ministero dell'interno in data 19 gennaio 2012.